# CATI
CATI (ang. computer-assisted telephone interviewing, czyli wspomagany komputerowo wywiad telefoniczny) – metoda zbierania informacji w ilościowych badaniach rynku i opinii publicznej.
W badaniach realizowanych metodą CATI wywiad z respondentem jest prowadzony przez telefon, a ankieter odczytuje pytania i notuje uzyskiwane odpowiedzi, korzystając ze specjalnego skryptu komputerowego. Skrypt pozwala na pewne zautomatyzowanie kwestionariusza – np. poprzez zarządzanie filtrowaniem zadawanych pytań lub losowanie kolejności, w jakiej określone kwestie (np. nazwy marek) będą odczytywane respondentowi. Technika ta pozwala ograniczyć koszty, skrócić czas względem badań realizowanych np. techniką PAPI i znacznie upraszcza cały proces. Łatwiejsza staje się bowiem część związana z logistycznym planowaniem badania, poszukiwaniem respondentów czy obróbka danych. 
Respondenci w badaniach CATI są zwykle albo losowani z bazy danych (np. w badaniach satysfakcji klientów), albo dobierani poprzez losowe tworzenie numerów telefonów – taka metoda nazywa się RDD (ang. random digit dial).